# MBDA Aster
Aster è una famiglia di missili antiaerei superficie/aria costruiti da Eurosam, un consorzio Europeo formato da MBDA Italia, MBDA Francia e Thales.

## Versioni
La famiglia è composta da due varianti Aster 15 con gittata di 30 km e Aster 30 con gittata di 120 km. Il sistema di guida si avvale di un radar attivo nella fase finale, mentre nella fase di crociera il missile riceve aggiornamenti tramite un data link.
I missili Aster sono progettati per essere utilizzati sia da unità navali che da lanciatori terrestri. La versione 30 differisce dalla 15 per la presenza di un primo stadio (booster) di maggiori dimensioni. In entrambi i missili, la parte che effettua l'intercettazione (dardo) è caratterizzata dai sistemi di manovra PIF (dal francese Pilotage en Force) e PAF (Pilotage Aerodinamic Fort).
Il PAF è una architettura nella quale parte dei timoni (TVC) viene investita dal flusso aerodinamico generato del motore a razzo, mentre il PIF è basato su getti di aria compressa che modificano rapidamente la traiettoria del missile. Il PIF viene usato soprattutto in prossimità del bersaglio, dove la forza aerodinamica generata dai timoni classici ha un'isteresi più alta e quindi non è in grado di far cambiare traiettoria al missile con sufficiente rapidità, peggiorando le caratteristiche di precisione del sistema d'arma.
Nel gennaio 2023 Francia e Italia hanno concordato la produzione di 700 missili Aster 30 (valore della commessa: 2 miliardi di euro), da destinare al conflitto russo-ucraino.